# Бубакар I Сорі
Бубакар I Сорі (д/н — 1839) — 7-й альмамі імамату Фута-Джаллон в 1822—1839 роках.

## Життєпис
Походи з клану Сорійя. Син альмамі Абдул Ґадірі. Допомагав батькові в управлінні. 1822 року після смерті останнього захопив владу. Втім проти нього виступив клан Альфайя. Боротьба з ним тривала протягом 5 років. Зрештою 1827 року Бубакар Сорі здобув вирішальну перемогу, затвердившись на троні.
Багато зробив для зміцнення ваги посади альмамі, придушивши наміри уламі діве (провінцій) стати більш самостійним. Водночас усіляко підтримав розвиток ремесел і торгівлю, насамперед рабами. Встановив торгівельні відносини з португальцями і британцями.
Також усіляко сприяв ісламізації регіону, підтримуючи мусульман у Волофі і Каабу. 1838 року надав прихисток проповідникові Омару Таллу, дозволивши тому створити свою завію.
При цьому намагався залагодити суперечку з кланом Альфайя. Тому після його смерті 1839 року альмамі став Альфа Ібрагім.